# Municipio de Tolcayuca
El municipio de Tolcayuca es uno de los ochenta y cuatro municipios que conforman el estado de Hidalgo en México. La cabecera municipal y localidad más poblada es Tolcayuca.
El municipio se localiza al sur del territorio hidalguense entre los paralelos 19°51′ y 20°4′ de latitud norte; los meridianos 98°51′ y 99°1′ de longitud oeste; con una altitud de entre 2300 y 2900 m s. n. m. Este municipio cuenta con una superficie de 128.80 km², y representa el 0.62 % de la superficie del estado; dentro de la región geográfica denominada como Cuenca de México.
Colinda al norte con el estado de México y los municipios de San Agustín Tlaxiaca y Zapotlán de Juárez; al este con los municipios de Zapotlán de Juárez y Villa de Tezontepec y el estado de México; al sur con el estado de México y el municipio de Tizayuca; al oeste con el estado de México.

## Toponimia
El municipio toma el nombre de la cabecera municipal: Tolcayuca. De acuerdo a la Enciclopedia de los Municipios de México, resguardada en la UAEH, Tolcayuca significa «Lugar en donde se inclina la cabeza», pues proviene del Nahuatl Tolocayotl «la acción de agachar la cabeza» o del verbo Tolca «inclinar la cabeza».
Sin embargo, esta última interpretación es errónea por varias razones. De acuerdo a los diccionarios del idioma Nahuatl, el verbo «tragar o inclinar la cabeza» se traduce como Toloa, escrito con dos letras O. Mientras que la palabra Tolca, escrita con la letra C, se derivaría del Nahuatl Tolcalli «arco arquitectónico». Sirvase por ejemplo que Tollohcan y toloache son derivados del verbo Toloa «agachar la cabeza»; y que el mismo glifo de Tollocan tiene la figura de una persona agachada.
De todas formas, derivado de Tolocayotl «la acción de agachar la cabeza» y can «lugar», Tolcayuca significa «Lugar en donde se agachan o inclinan la cabeza»; mientras que derivado de Tolcalli «arco arquitectónico» y yocan «lugar de abundancia», Tolcayuca significaría «Lugar en donde abundan los arcos para agachar la cabeza».

## Geografía

### Relieve e hidrográfica
En cuanto a fisiografía se encuentra dentro de las provincia del Eje Neovolcánico; dentro de la subprovincia Lagos y Volcanes de Anáhuac (56.0%) y Sierras y Llanuras de Querétaro e Hidalgo (44.0%). Su territorio es llanura (56.0%) y sierra (44.0%).
En cuanto a su geología corresponde al periodo neógeno (54.0%) y cuaternario (42.4%). Con rocas tipo ígnea extrusiva: andesita (20.0%), basalto-brecha volcánica básica (7.0%), volcanoclástico (7.0%), toba ácida (6.0%) y basalto (2.0%); sedimentaria: conglomerado (12.0%); suelo: aluvial (42.4%). En cuanto a cuanto a edafología el suelo dominante es phaeozem (45.4%), leptosol (36.0%), planosol (9.0%) y cambisol (6.0%).
En lo que respecta a la hidrología se encuentra posicionado en la región hidrológica del Pánuco (3.0%); en las cuencas del río Moctezuma; dentro de las subcuenca del río Tezontepec (87.0%), río Salado (11.0%), río Actopan (1.0%) y río Tula (1.0%). Cuenta con seis cuerpos de agua, además en las comunidades se pueden encontrar jagüeyes, estanques, riachuelos y pozos.

### Clima
El municipio presenta una variedad de climas, Templado subhúmedo con lluvias en verano, de menor humedad (60.0%) y semiseco templado (40.0%). Registra una temperatura media anual de 16.2 °C., precipitación pluvial de 557 milímetros por año.

### Ecología
En flora tiene una vegetación está formada de matorrales inermes y espinosos como el nopal, el maguey, las yucas, el cardón, el nopal y árbol de pirul. En cuanto a fauna se cuenta con conejo, coyote, lobo, zorrillo y ardillas. También se compone de varios tipos de reptiles, insectos y una gran variedad de arácnidos.

## Demografía

### Población
De acuerdo a los resultados que presentó el Censo Población y Vivienda 2020 del INEGI, el municipio cuenta con un total de 21 326 habitantes, siendo 10304 hombres y 11058 mujeres. Tiene una densidad de 165.8 hab/km², la mitad de la población tiene 29 años o menos, existen 93 hombres por cada 100 mujeres.
El porcentaje de población que habla lengua indígena es de 0.96 %, el porcentaje de población que se considera afromexicana o afrodescendiente es de 1.02 %. Tiene una Tasa de alfabetización de 99.4 % en la población de 15 a 24 años, de 95.7 % en la población de 25 años y más. El porcentaje de población según nivel de escolaridad, es de 3.3 % sin escolaridad, el 54.0 % con educación básica, el 28.6 % con educación media superior, el 13.9 % con educación superior, y 0.2 % no especificado.
El porcentaje de población afiliada a servicios de salud es de 66.6 %. El 57.4 % se encuentra afiliada al IMSS, el 31.8 % al INSABI, el 5.8 % al ISSSTE, 0.3 % IMSS Bienestar, 2.4 % a las dependencias de salud de PEMEX, Defensa o Marina, 1.7 % a una institución privada, y el 1.7 % a otra institución. El porcentaje de población con alguna discapacidad es de 5.6 %. El porcentaje de población según situación conyugal, el 33.5 % se encuentra casada, el 33.0 % soltera, el 22.7 % en unión libre, el 5.7 % separada, el 1.4 % divorciada, el 3.8 % viuda.
Para 2020, el total de viviendas particulares habitadas es de 6014 viviendas, representa el 0.7 % del total estatal. Con un promedio de ocupantes por vivienda 3.2 personas. Predominan las viviendas con tabique y block. En el municipio para el año 2020, el servicio de energía eléctrica abarca una cobertura del 99.7 %; el servicio de agua entubada un 82.6 %; el servicio de drenaje cubre un 99.4 %; y el servicio sanitario un 99.3 %.

### Localidades

Localidad de Tolcayuca.

Para el año 2020, de acuerdo al Catálogo de Localidades, el municipio cuenta con 24 localidades.
| Código INEGI | Localidad                               | Población (2020) | Porcentaje (%) | Ámbito Población | Categoría Población |
| ------------ | --------------------------------------- | ---------------- | -------------- | ---------------- | ------------------- |
| 130750001    | Tolcayuca                               | 8966             | 41.97          | Urbana           | Cabecera municipal  |
| 130750002    | General Felipe Ángeles (Los Ángeles)    | 3900             | 18.26          | Urbana           | Comunidad           |
| 130750041    | Bosques de Ibiza                        | 3834             | 17.95          | Urbana           | Comunidad           |
| 130750040    | Lomas del Álamo                         | 1756             | 8.22           | Rural            | Comunidad           |
| 130750011    | Santiago Tlajomulco                     | 1183             | 5.54           | Rural            | Comunidad           |
| 130750013    | Vicente Guerrero (San Javier)           | 1127             | 5.28           | Rural            | Comunidad           |
| 130750009    | Las Pintas                              | 314              | 1.47           | Rural            | Ranchería           |
| 130750010    | San Miguel Eyacalco                     | 113              | 0.53           | Rural            | Ranchería           |
| 130750045    | Santa Rosa                              | 34               | 0.16           | Rural            | Ranchería           |
| 130750034    | La Gloria Escondida (Rancho de la Cruz) | 31               | 0.15           | Rural            | Ranchería           |
| 130750035    | Bloquera                                | 23               | 0.11           | Rural            | Ranchería           |
| 130750032    | Gumaro Ramírez                          | 23               | 0.11           | Rural            | Ranchería           |
| 130750027    | Los Pinos [Granja]                      | 9                | 0.04           | Rural            | Ranchería           |
| 130750006    | Matías Rodríguez el Mambrú              | 9                | 0.04           | Rural            | Ranchería           |
| 130750049    | El Mezquite [Rancho]                    | 8                | 0.04           | Rural            | Ranchería           |
| 130750030    | Esteban Meneses Corona                  | 6                | 0.03           | Rural            | Ranchería           |
| 130750008    | Las Palomas                             | 6                | 0.03           | Rural            | Ranchería           |
| 130750038    | Rancho Rojas                            | 5                | 0.02           | Rural            | Ranchería           |
| 130750022    | Lomas de San Miguel                     | 4                | 0.02           | Rural            | Ranchería           |
| 130750017    | Cannan [Rancho]                         | 3                | 0.01           | Rural            | Ranchería           |
| 130750048    | El Crucero de San Javier                | 3                | 0.01           | Rural            | Ranchería           |
| 130750052    | San Francisco [Unidad Deportiva]        | 3                | 0.01           | Rural            | Ranchería           |
| 130750024    | El Rincón                               | 1                | 0.00           | Rural            | Ranchería           |
| 130750036    | María Guadalupe Figueroa Gutiérrez      | 1                | 0.00           | Rural            | Ranchería           |

## Política

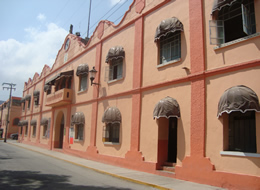
Palacio municipal de Tolcayuca

Se erigió como municipio el 8 de agosto de 1865. El Honorable Ayuntamiento está compuesto por: un presidente municipal, un síndico, ocho regidores, y cuatro delegados municipales. De acuerdo al Instituto Nacional electoral (INE) el municipio está integrado por 8 secciones electorales, de la 1441 a la 1448.
Para la elección de diputados federales a la Cámara de Diputados de México y diputados locales al Congreso de Hidalgo, se encuentra integrado al VI Distrito Electoral Federal de Hidalgo y al XVI Distrito Electoral Local de Hidalgo. A nivel estatal administrativo pertenece a la Macrorregión I y a la Microrregión XVI, además de a la Región Operativa I Pachuca.

### Cronología de presidentes municipales
| Periodo                  | Nombre                         | Afiliación política        |
| ------------------------ | ------------------------------ | -------------------------- |
| 1964-1967                | Felipe Gutiérrez Serrano       | PRI                        |
| 1967-1970                | Cirino Juárez Trejo            | PRI                        |
| 1970-1973                | Palemón Gutiérrez Pacheco      | PRI                        |
| 1973-1976                | Manlio Pacheco Valdespino      | PRI                        |
| 1976-1979                | Palemón Gutiérrez Pacheco      | PRI                        |
| 1979-1982                | Froylan Espinosa Cerón         | PRI                        |
| 1982-1985                | José Leonardo Casasola         | PRI                        |
| 1985-1988                | Hugo García García             | PRI                        |
| 1988-1991                | Gastón Valdespino Vargas       | PRI                        |
| 1991-1994                | Mario Pacheco Rodríguez        | PRI                        |
| 16/01/1994 al 01/01/1996 | Mabel Gutiérrez Chávez         | PRI                        |
| 02/01/1996 al 15/01/1997 | Amado Trejo Olvera             | PRI (Sustituto)            |
| 16/01/1997 al 15/01/2000 | Alejandro Hernández León       | PAN                        |
| 16/01/2000 al 15/01/2003 | Alejandro Romero Bautista      | PAN                        |
| 16/01/2003 al 15/01/2006 | Carlos Rubén Rodríguez Pacheco | PRI                        |
| 16/01/2006 al 15/01/2009 | Estaban Cruz Flores            | PVEM                       |
| 16/01/2009 al 15/01/2012 | Gastón Valdespino Ávila        | Coalición Mas x Hidalgo    |
| 16/01/2012 al 04/09/2016 | Raymundo Arriaga Cea           | PRI                        |
| 05/09/2016 al 04/09/2020 | Humberto Mérida de la Cruz     | PANAL                      |
| 05/09/2020 al 14/12/2020 | Virginia Alvarado Vargas       | Concejo Municipal Interino |
| 15/12/2020 al 04/09/2024 | Gastón Valdespino Ávila        | PRI                        |
| 05/09/2024 al 04/09/2027 | Armando Zúñiga Gutiérrez       | Morena                     |

## Economía
En 2015 el municipio presenta un IDH de 0.755 Alto, por lo que ocupa el lugar 21.º a nivel estatal; y en 2005 presentó un PIB de $667,555,980.00 pesos mexicanos, y un PIB per cápita de $56,833.00 (precios corrientes de 2005).
De acuerdo con el Consejo Nacional de Evaluación de la Política de Desarrollo Social (Coneval), el municipio registra un Índice de Marginación Muy Bajo. El 47.6% de la población se encuentra en pobreza moderada y 6.0% se encuentra en pobreza extrema. En 2015, el municipio ocupó el lugar 7 de 84 municipios en la escala estatal de rezago social.
A datos de 2015, en materia de agricultura los principales cultivos son maíz con una superficie sembrada de 106 hectáreas, cebada grano con 2905 hectáreas, frijol con 55 hectáreas, avena forrajera con 2075 hectáreas. En ganadería se cría ganado ovino con un total de 8,512 cabezas, caprino con 1,144 cabezas, porcino con 19,118 cabezas y bovino de carne y leche con 547 cabezas.
Para 2015 se cuenta con 612 unidades económicas, que generaban empleos para 1475 personas. En lo que respecta al comercio, se cuenta con tres tianguis, y dos lecheras Liconsa. De acuerdo con cifras al año 2015 presentadas en los censos económicos del INEGI, la Población Económicamente Activa (PEA) del municipio asciende a 6728 personas de las cuales 6511 se encuentran ocupadas y 217 se encuentran desocupadas. El 4.79%, pertenece al sector primario, el 39.66% pertenece al sector secundario, el 54.60% pertenece al sector terciario y el 0.95% no especificaron.